# Гуриньен
Гуриньен (порт. Gurinhém) — город и муниципалитет в Бразилии, входит в штат Параиба. Составная часть мезорегиона Сельскохозяйственный район штата Параиба. Входит в экономико-статистический микрорегион Итабаяна. Население составляет 13 357 человек на 2006 год. Занимает площадь 309,276 км². Плотность населения — 43,2 чел./км².
Праздник города — 19 декабря.
Город основан в 1958 году.
Климат местности: сухой жаркий.

## Статистика
- Валовой внутренний продукт на 2003 год составляет 27 813 218,00 реалов (данные: Бразильский институт географии и статистики).
- Валовой внутренний продукт на душу населения на 2003 год составляет 2094,84 реалов (данные: Бразильский институт географии и статистики).
- Индекс развития человеческого потенциала на 2000 год составляет 0,545 (данные: Программа развития ООН).